# 星野豊
星野 豊（ほしの ゆたか、1961年8月6日 - ）は、NHKのアナウンサー。

## 人物
神奈川県立藤沢北高等学校を経て早稲田大学卒業後、1986年入局。主に報道・情報系の番組で活躍していた。
1998年には、急逝した競走馬サイレンススズカの追悼歌「天馬のように」を作詞作曲、因幡晃の歌でCD化した。
2022年時点では、NHK放送研修センター・エグゼグティブアナウンサー。現在は、2023年に新設されたNHK財団でエグゼクティブ・プロデューサーを務める。同財団の拠点である東京・世田谷区用賀で防災や商店街に関する社会貢献事業に取り組んでいる。

## 現在の担当番組
- 放送大学キャンパスガイド 放送大学 (BS232ch 2020年)

## 過去の出演番組

### 東京アナウンス時代（1度目、 - 1995年7月）
- NHKニュースおはよう日本 土日祝担当（1994年4月9日 - 1995年4月2日）

- 週刊情報サラダ　司会（1995年4月 -7月）

※担当途中に名古屋局に赴任したため、福井慎二に交代した。

### 名古屋放送局時代（1995年8月 - 2000年6月）
- ニュースウェーブNHK東海（1995年8月 - 1998年3月31日）
- こんばんは6時です（1998年4月1日 - 2000年3月24日）

※この番組のテーマソングの作曲も手がけたとされている。

### 広島放送局時代（2000年7月 - 2003年年度）
- お好みワイドひろしま
  - 17時台（2000年7月 - 2004年3月）　
  - 18時台（2000年7月 - 2004年3月）

### 東京アナウンス室時代（2度目、2004年度）
- NHKニュースおはよう日本　
  - 平日4時台（2004年4月5日 - 2005年3月25日、登坂淳一と隔週で出演）[3]
  - 土日祝担当（2005年4月2日 - 2007年4月1日）
- ETV特集（不定期）